# Csang Vej-li
Csang Vej-li (Zhang Weili) (egysz. kínai: 张伟丽, pinjin: Zhāng Wěilì; 1989. augusztus 13.–) kínai sportoló, MMA-harcművész, az Ultimate Fighting Championship (UFC) szalmasúlyú bajnoka, az első kínai, illetve kelet-ázsiai női MMA-bajnok. 2020 januárjában az UFC súlycsoporttól független női ranglistáján a harmadik helyen állt.

## Élete és pályafutása
Először szantát (sandát), majd kínai birkózást tanult, aztán miután az edzőteremben, ahol fitneszoktatóként dolgozott, látott másokat brazil dzsúdzsucut gyakorolni, ezt a küzdősportot is elkezdte. Végül az MMA iránt kezdett érdeklődni. Egy kínai televízióműsorban bevallotta, hogy Donnie Yen hongkongi akciósztár inspirálta, hogy MMA-val kezdjen foglalkozni, és a színész-akciókoreográfus Flash Point című filmjéből ismerte meg a sportot. Amikor Pekingbe költözött, számos részmunkaidős munkát végzett, volt pénztáros egy szupermarketben, dolgozott óvodában és szállodában is.
2013-ban mérkőzött először profi MMA-meccsen, melyet elvesztett Meng Po (Meng Bo) ellen pontozással. Ezt követően 11 mérkőzést megnyert, majd Simone Duarte ellenében 2017. május 25-én a Kunlun Fight szalmasúlyú női bajnoka lett. A második menetben technikai kiütéssel győzött. Június 1-jén megvédte a címét Aline Sattelmayer ellen, pontozással. Marilia Santosszal szemben másodszorra is megvédte a címét augusztusban, a második menetben technikai kiütéssel.
Csang (Zhang) 2018. augusztus 4-én debütált az UFC-ben  Danielle Taylor ellenfeleként. Pontozással győzte le. A női szalmasúlyú UFC bajnoki címért Jéssica Andrade ellen szállt ringbe 2019. augusztus 31-én és az első menetben technikai kiütéssel győzött. 2020. március 7-én Joanna Jędrzejczyk ellen lépett ringbe, hogy megvédje címét. A mérkőzés előtt a Pekingben edző Csang (Zhang) először Thaiföldre, majd Dubajba helyezte át az edzéseit a Covid19-pandémia miatt. Az amerikai hatóságok többször is megtagadták a vízumkiadást, végül azonban sikerült vízumot szereznie, hogy részt vehessen a mérkőzésen. Pontozással védte meg címét.